# Юнда (река)
Ю́нда — река в России, протекает по Красногорскому и Балезинскому районам Республики Удмуртия. Устье реки находится в 334 км по левому берегу реки Чепца. Длина реки составляет 34 км, площадь бассейна — 176 км².
Исток реки находится в Красногорском районе на Красногорской возвышенности у деревни Захватай в 18 км северо-восточнее села Красногорское. Через 2 км после истока Юнда перетекает в Балезинский район. Река течёт на северо-восток, протекает село Юнда; деревни Вотино, Падера, Быдыпи, Шолоково, Дениспи, Такапи. В районе деревень Быдыпи и Шолоково на реке плотина и запруда. Притоки Исаковка (правый); Ключевая, Лукошур (левые).
Впадает в Чепцу в 3 км к юго-востоку от центра Балезино. Ширина реки у устья — около 15 метров, скорость течения 0,4 м/с.

## Данные водного реестра
По данным государственного водного реестра России относится к Камскому бассейновому округу, водохозяйственный участок реки — Чепца от истока до устья, речной подбассейн реки Вятка. Речной бассейн реки — Кама.
Код объекта в государственном водном реестре — 10010300112111100033056.